# 7204-es mellékút (Magyarország)
A 7204-es számú mellékút egy körülbelül 14-15 kilométer hosszú, négy számjegyű országos közút Fejér vármegye és Veszprém vármegye határterületén. Jelenleg két részre vágva működik, mivel egy szakaszát annyira benőtte a növényzet, hogy járhatatlanná vált.
2018-ig a hossza csak feleekkora volt, de a 8-as főút Várpalotát elkerülő szakaszának átadása óta hozzá tartozik a 8-as út korábbi várpalotai szakasza is.

## Nyomvonala
A 7202-es útból ágazik ki, annak 14. kilométerénél, Nádasdladány központjában, észak felé. Itteni szakaszán Inotai út néven halad, alig 100 méter után keresztezi a Séd (Sárvíz-malomcsatorna) folyását, és kevéssel ezután el is hagyja a község lakott területét. 3,3 kilométer után éri el Várpalota határát, majd 4,2 kilométer után teljesen belép a város területére; ugyanott keresztezi a 20-as számú Székesfehérvár–Szombathely-vasútvonalat, Csór-Nádasdladány vasútállomás keleti szélénél.
A vasúti átjárótól délre levő, körülbelül 500 méteres szakasza nagyjából az 1990-es évek óta járhatatlan, az út maradványai a tőzegmocsár részévé váltak, a két végpont között csak egy gyalogos ösvény vezet. Így jelenleg Nádasdladány és Várpalota között közvetlen közúti kapcsolat nincsen, az út ezen szerepét az Ősiből Várpalotára vezető 72 106-os számú út tölti be. A Google Utcakép 2011 decemberében készült felvételein is az látható, hogy Nádasdladány északi szélén zsákutcatábla és "mindkét irányból behajtani tilos" tábla jelzi az átjárhatatlanságot, illetve útirányjelző táblák sem láthatóak az útszakasz végpontjain, amik azt jeleznék, hogy az út vezet valahova.
A vasúti átjárótól északra éri el az út a 8-as főút Várpalotát elkerülő szakaszát, amit felüljáróval keresztez; a főút itt a 24+700-as kilométerszelvényénél tart. Kevéssel a felüljáró előtt torkollik bele a 7204-es útba a Körmend felől érkező forgalmat levezető 80 686-os lehajtó ág és ágazik ki belőle a Budapest felé vezető 80 687-es felhajtó ág. A felüljárót követően az út egy körforgalomba ér, ide torkollik be a Budapest felől érkező forgalmat kiszolgáló 80 684-es lehajtó és a Körmend felé vezető 80 685-ös felhajtó ág.
A körforgalom után az út nyugatra fordulva halad tovább, ettől kezdve a 8-as főút korábbi, 2018 előtti nyomvonalán húzódik. Elhalad egy iparvasúti híd alatt, a 7+1100-as kilométerszelvényénél, majd a 9. kilométere előtt kiágazik belőle az Inotára vezető 82 115-ös út. Végighalad Várpalota belvárosán, közben kiágazik belőle dél felé, Ősi irányába a 72 106-os út és Tés–Szápár irányába a 8213-as út. A város nyugati szélét elhagyva egy darabig Pétfürdő határvonalán halad, végül teljesen a nagyközség területére lépve, a 7207-es út végét jelentő körforgalomba beletorkollva ér véget, közvetlenül a 8-as út csomópontja előtt.

## Települések az út mentén
- Nádasdladány
- Várpalota
- Pétfürdő

## Hídjai
Egyetlen jelentősebb hídja Várpalota és Nádasdladány közt a Hidegvölgyi-árok hídja az 5+732 kilométerszelvényében, amely 1973-ban épült.

## Képgaléria

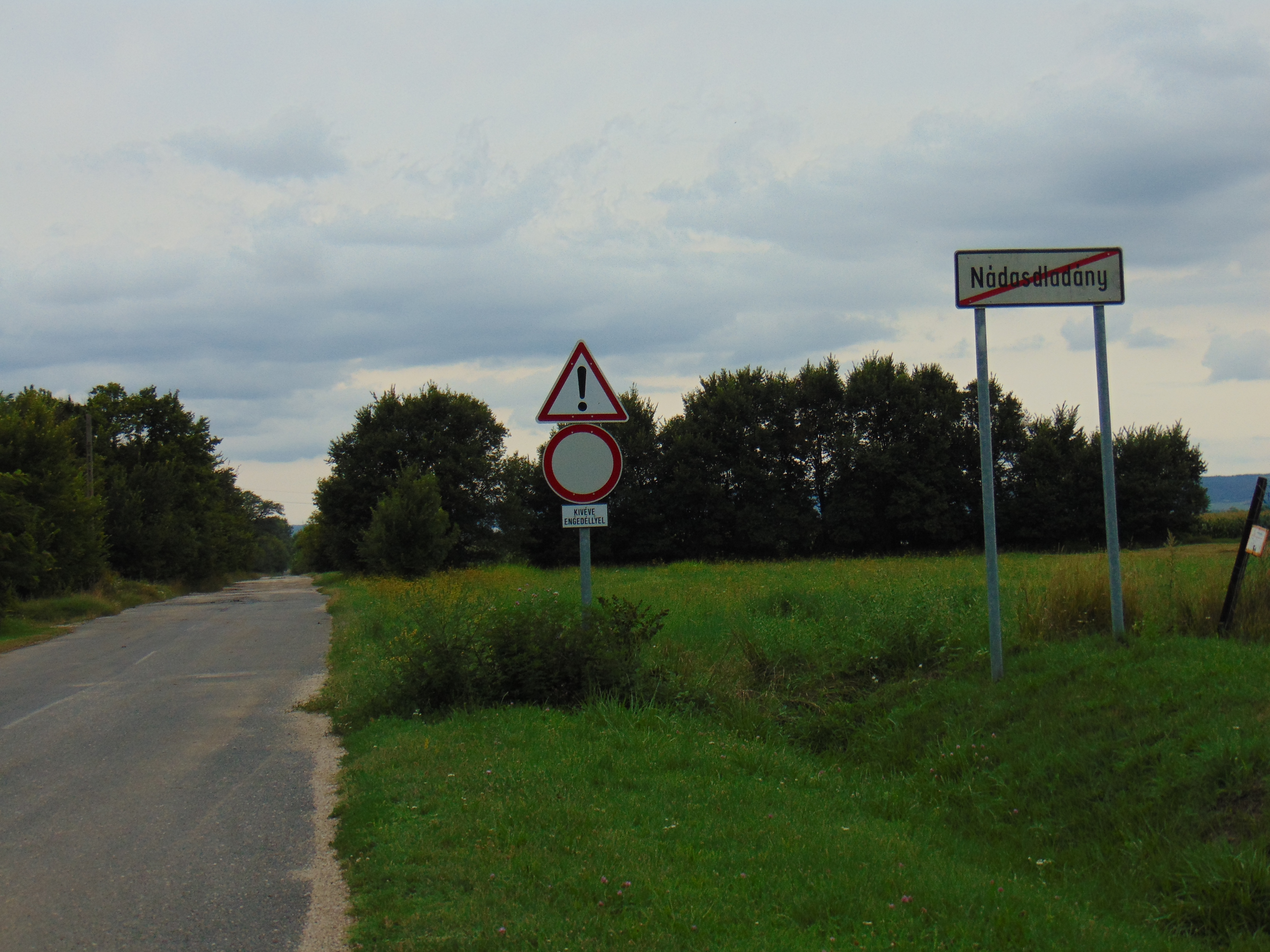
Nádasdladány belterületének északi szélétől a közforgalom elől elzárva húzódik a 7204-es út
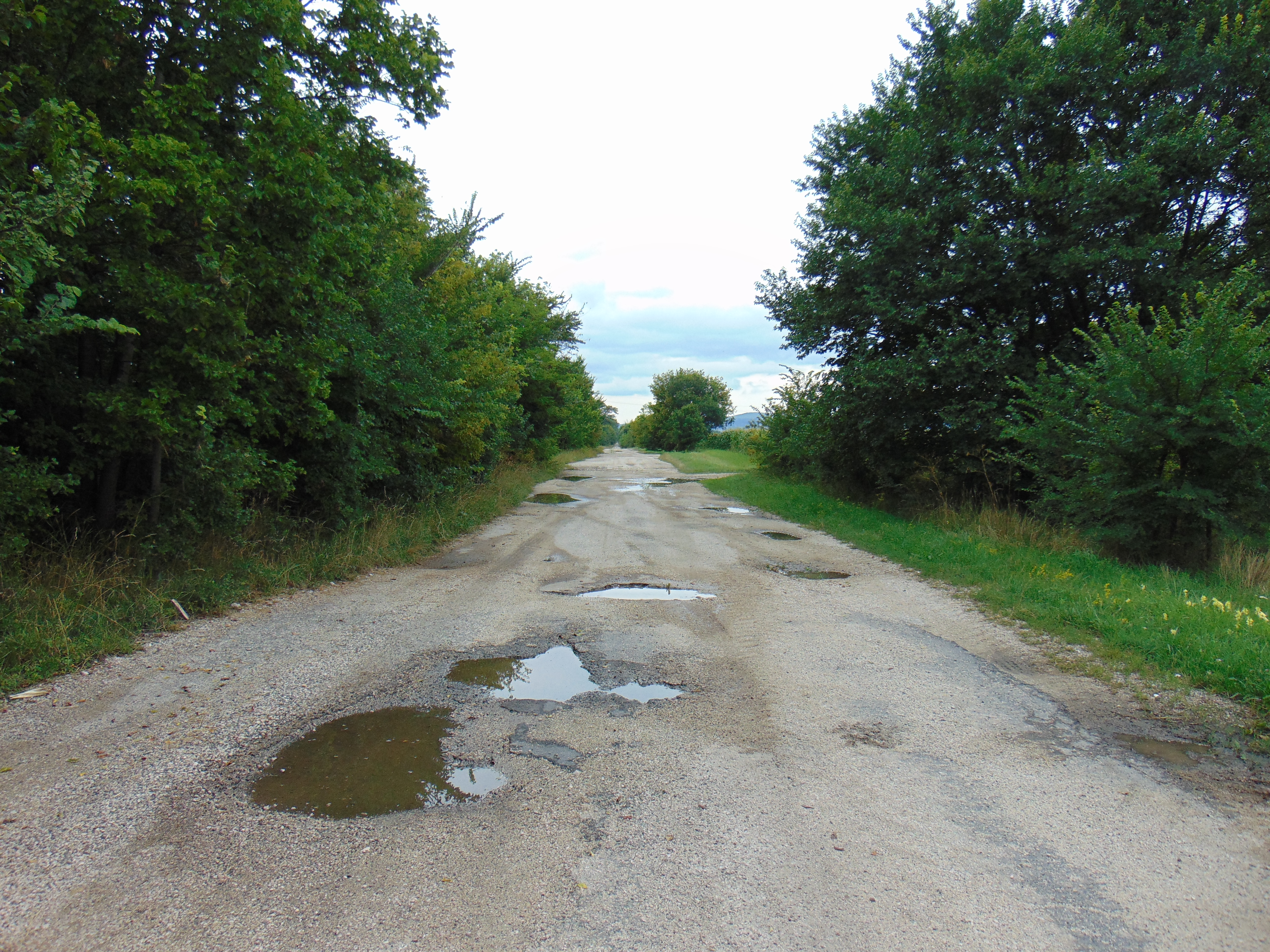
Bőséggel sorakoznak a kátyúk a forgalom elől elzárt szakasznak már az elején is
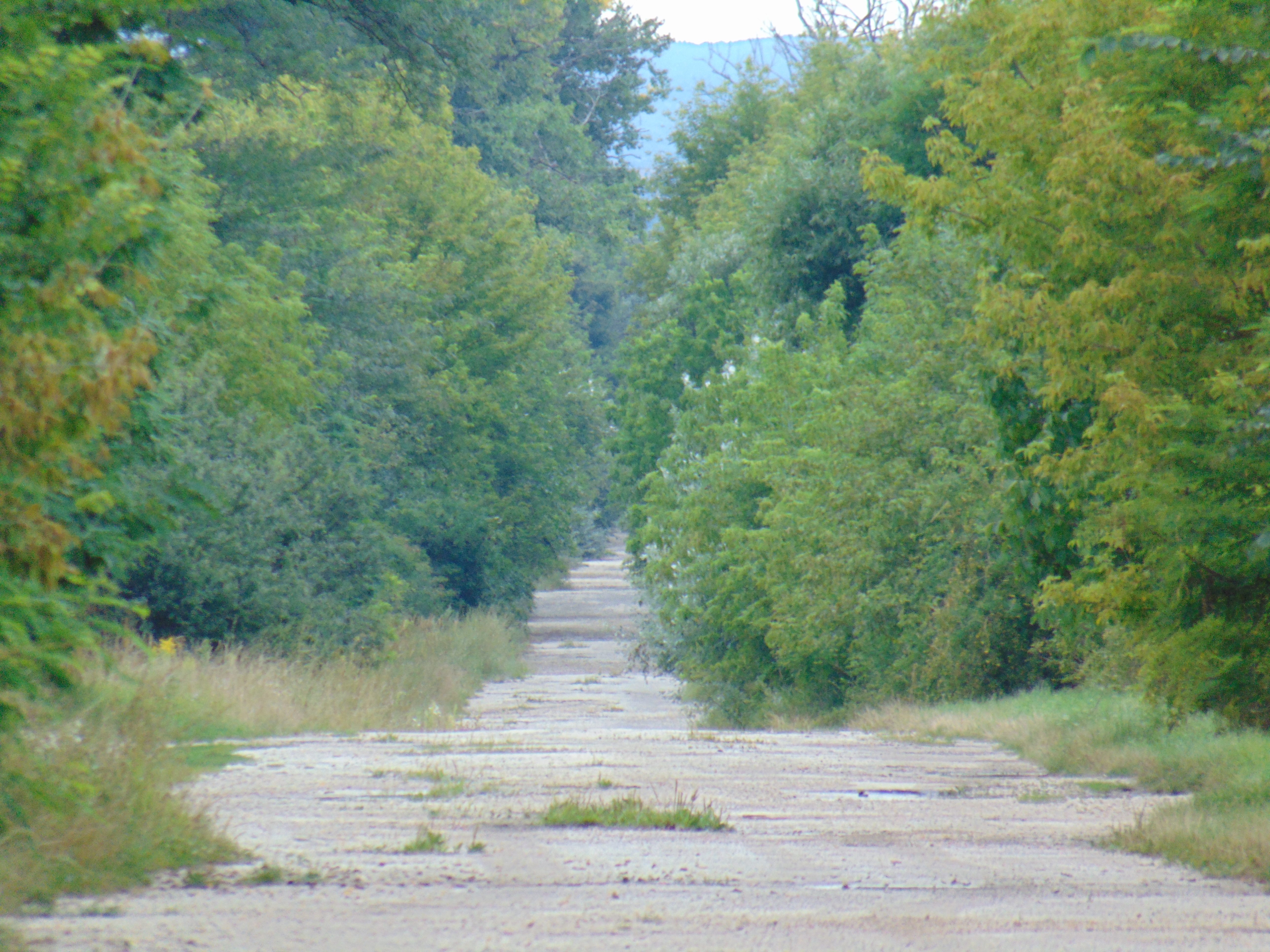
Még északabbra az út a növényzet sűrűjébe vész
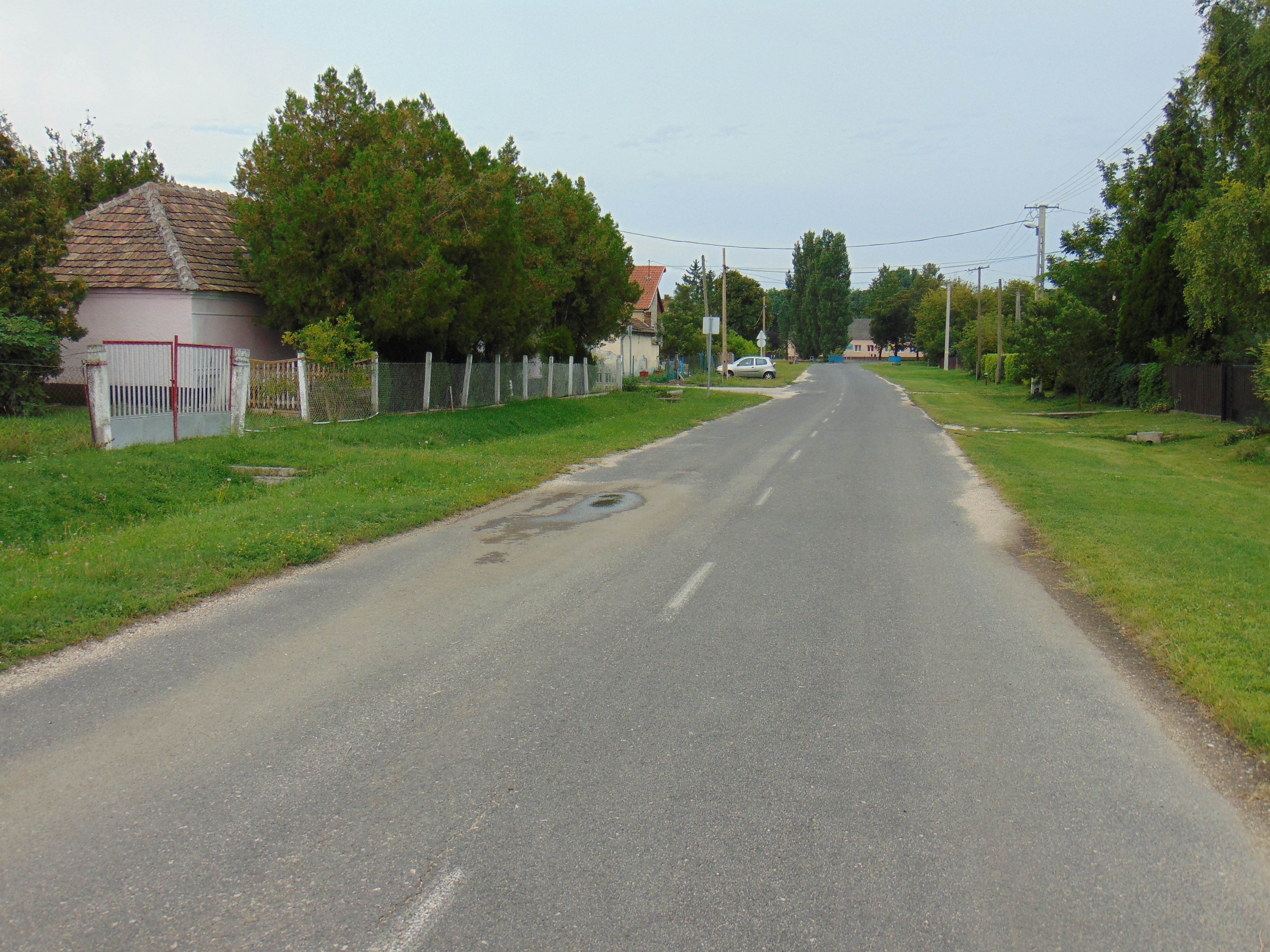
Az út rövid belterületi szakasza Nádasdladányban